# リーチ・アウト・アイル・ビー・ゼア
「リーチ・アウト・アイル・ビー・ゼア」（Reach Out I'll Be There）は、フォー・トップスが1966年に発表した楽曲。作詞作曲はホーランド＝ドジャー＝ホーランド。全米1位を記録した。

## 概要
1966年、エディ・ホーランド・ジュニア、ブライアン・ホーランド、ラモント・ドジャーはフォー・トップスのアルバムのための曲を書き続けていた。ドジャーは「緊張が途切れないまま進む感情の旅を書きたかった。言ってみればボレロのように。これをうまく表すためにキーを交互に変えてみた。ロシアっぽい雰囲気のマイナーのヴァースから、ゴスペル調のメジャーのコーラスへ。それからまたヴァースに戻るんだ」と回想している。
当時ボブ・ディランに傾倒していたホーランド＝ドジャー＝ホーランドのチームは、グループのリードボーカルのリーヴァイ・スタッブスに、ディランのようなやり方でシャウトして歌うことを求めた。プロデューサーでもあるホーランドらはさらにレコーディングの際、スタッブスの歌が音域の一番上まで行くよう設定した。アレンジャーのポール・ライザーはイントロにピッコロとフルートのオーバーダビングを行った。また、タンバリンをティンパニのマレットで叩くドラムパターンを考えた。完成後、コントロールルームで聴き返したグループのメンバーは、社長のベリー・ゴーディにレコードにしないよう頼んだが、ゴーディはそれどころかシングルとして出すことを強く主張した。
1966年8月18日、シングルとして発表。ビルボード・Hot 100、同R&Bチャート、全英シングルチャートでいずれも1位を記録した。
同年、イタリア語詞のバージョン「Gira gira」をイタリアでシングルとして発売した。
2020年のアメリカ合衆国大統領選挙の際、フォー・トップスのオリジナル・バージョンはジョー・バイデンのキャンペーンソングとして使用された。

## カバー・バージョン
- リタ・パヴォーネ - 1967年のシングル。イタリア語詞。タイトルは「Gira gira」。
- ザ・スパイダース - 1967年のアルバム『スパイダース'67 ～ザ スパイダース アルバム No.3』に収録。
- ウォーカー・ブラザーズ - 1968年のライブ・アルバム『The Walker Brothers in Japan』に収録。
- ダイアナ・ロス - 1971年のシングル。全米29位を記録。
- グロリア・ゲイナー - 1975年のシングル。イギリスで14位、西ドイツで5位を記録した。
- 大野えり - 1983年のアルバム『トーク・オブ・ザ・ダウン』に収録。
- 川村かおり - 1991年のアルバム『Church』に収録。日本語詞。
- マイケル・マクドナルド - 2004年のアルバム『Motown Two』に収録。
- 土岐麻子 - 2008年のアルバム『Summerin'』に収録。
- ザ・ペンフレンドクラブ - 2024年のアルバム『Back In The Pen Friend Club』に収録。